# 에글린턴 애비뉴
에글린턴 애비뉴 (Eglinton Avenue)는 캐나다 온타리오주의 토론토와 미시소가를 잇는 동서축 간선 도로이다. 서쪽 끝으로는 미시소가의 407번 고속도로에서 시작하는 (다만 유료 도로와 연결되지 않는다) 이 도로는 이후 밀턴의 로어 베이스라인으로 이어진다. 이후 이 도로는 두 도시의 중앙을 가로지르며 토론토 동쪽 끝의 킹스턴 로드에서 끝난다. 에글린턴 애비뉴는 토론토 통합시 당시 6개구를 모두 지나는 유일한 도로이기도 하였다.
토론토 구간은 19세기에 4번째 측량 도로로 개통하였고 이토비코에서는 리치뷰 사이드로드 (Richview Sideroad)로 알려있었고 미시소가에서는 로어 베이스라인 (Lower Baseline)으로 알려져있었다. 스카버러에서는 5A번, 이후 109번 고속도로로 지정되었다.

## 역사
에글린턴이라는 이름의 유래에는 두 가지 설이 있다. 토론토의 사학자인 헨리 스캐딩은 토론토 초기 역사에서 에글린턴이라는 이름은 에글린턴 백작의 이름을 딴 스코틀랜드의 에글린턴성에서 유래했다고 밝혔다. 13대 백작이 주최하는 1839년 에글린턴 마상시합에 감명받은 초기 정착민들이 정착 지역을 백작의 이름을 따라 에글린턴으로 지었다는 설이 있다. 가장 설득력 있는 설은 1830년에 정착한 선술집 주인이였던 존 몽고메리가 가족 연관이 있는 몽고메리 가족의 에글린턴 백작의 이름을 따서 지어진 것으로 추정된다.
영으로 이어지는 세 번째 (세인트클레어)와 다섯 번째 (로렌스) 측량 도로 사이의 마찻길에는 마을 이름이 생겼고 영가를 따라 개발 바람이 불었다. 1890년에는 이 지역이 노스토론토에 편입되고 1912년에는 토론토시에 흡수되었다. 1953년, 토론토 통합시가 발족하면서 도로는 계속 뻗어나갔고 오늘날의 모습으로 점차 자리잡게 되었다.
동쪽의 스카버러 구간은 1937년부터 53년까지 5A번 고속도로 (Highway 5A)로 알려져있었다. 이 번호는 1952년까지 세인트클레어 애비뉴 웨스트에도 나타났다. 두 구간으로 끊어진 5A번은 연결되지 않았다. 1953년에는 도로 번호가 109번 고속도로로 바뀌었다. 주 고속도로였던 에글린턴은 도로 확장을 거쳤다. 1950년대 중반까지만 해도 돈강 서쪽으로는 브렌트클리프에서 끊어졌고 동쪽으로는 빅토리아파크 애비뉴 (당시 도스 로드)에서 끊어졌다. 109번 고속도로는 이후 통합시에 소관이 넘어가면서 통합시는 끊어진 부분을 연결하였다. 1955년에는 도스 로드에서 돈밀스 로드까지, 1956년에는 돈밀스에서 리사이드까지 이어졌다.
1970년대 초반, 리치뷰 사이드로드가 로어 베이스라인으로 이어졌고 도로는 401번과 427번 고속도로의 교차로가 지어진 미시소가까지 이어졌다. 이 도로는 홀턴 지역에서는 여전히 로어 베이스라인이라고 불리고 어퍼 베이스라인은 오늘날에는 스틸즈 애비뉴로 불린다.

### 리치뷰 고속도로
1970년대까지만 해도 서쪽 구간은 험버강에서 끊겼다. 한편 리치뷰 사이드로드는 토론토와 필 지역 경계까지 계속 이어졌다. 도시 설계가 노먼 윌슨은 에글린턴 애비뉴를 리치뷰 사이드로드와 연결할 도심 고속도로가 필요할 수 있음을 밝혔다. 1954년에 통합시가 발족하면서 이 계획은 리치뷰 고속도로 사업으로 검토에 들어갔고, 고속도로 계획의 일환으로 리치뷰와 나란히 달리는 간선 도로를 순차적으로 짓게 되었다. 1963년에 승인을 받은 이 사업은 에글린턴 애비뉴를 웨스턴 로드에서 로열요크 로드까지 연장하였다. 1970년에 완공한 4차선 리치뷰 사이드로드는 에글린턴으로 이름을 변경하였다.
리치뷰 고속도로를 짓기 위한 계획은 존재하였지만 에글린턴과 401번, 427번 고속도로의 교차로는 이미 복잡하였고 지역 주민들의 반대로 결국 무산되었다.

## 도로 설명
에글린턴 애비뉴는 주거 지역 몇 군데를 지나지만 알렌 로드에서 돈밀스 로드까지는 대부분 상업용지이다. "리틀자메이카"로 알려진 에글린턴웨스트는 오크우드에서 킬까지 이어지며 카리브해 상점이 밀집해있다.
에글린턴 애비뉴는 블루어가와 더불어 토론토 동쪽 끝에서 서쪽 끝까지 이어지는 몇 안 되는 동서축 간선 도로로, 통합시의 여섯 지자체인 이스트요크, 이토비코, 노스요크, 스카버러, 올드토론토, 요크를 모두 지나는 유일한 도로이기도 하다. 이토비코 하천과 렌포스 드라이브 사이 구간은 토론토와 미시소가의 경계이기도 하다.

## 도로 재설계
메트로링스가 5호선 에글린턴 경전철을 2022년에 완공하면서 블랙크리크 드라이브와 케네디 로드 사이에 있던 버스 전용 차로가 줄어들어 도로를 재설계할 기회가 주어졌다. 2014년, 톤토시는 경전철 지하 구간이 지나는 곳은 왕복 4차선, 애비뉴 로드와 마운트플레전트 로드 사이는 가운데 좌회전 차로를 포함한 왕복 3차선으로 설계할 계획을 발표하였다. 이와 동시에 인도를 넓히고 자전거 전용 도로를 일직선으로 설치하여 토론토에서 가장 긴 자전거 전용 도로가 될 전망이다. 경전철 공사에 따른 도로 재설계는 토론토시에서 전액 부담하며 경전철이 개통하는 대로 착공해 공사 일정이 겹쳐 혼란을 일으키지 않도록 하였다.

## 대중교통

### 버스
토론토 교통국은 영가의 에글린턴역에서 렌포스 드라이브에 있는 렌포스역까지 32번 에글린턴 웨스트 버스를 운행하고, 에글린턴역에서 케네디역까지 34번 에글린턴 이스트 버스를 운행한다. 케네디역 동쪽으로는 86번 스카버러, 116번 모닝사이드, 905번 에글린턴 이스트 급행이 매일 상시 운행한다. 지하철이 운행하지 않는 심야 시간대에는 332번 에글린턴 웨스트 버스가 에글린턴역에서 피어슨 공항까지, 334번 에글린턴 이스트 버스가 에글린턴역에서 핀치 / 닐슨까지 운행한다.
미시소가에서는 마이웨이 35번 에글린턴 버스가 미시소가 구간 전체를 운행하며 34번 크레딧밸리 버스가 휴론타리오 서쪽, 7번 에어포트 버스가 휴론타리오 동쪽을 운행한다. 또한 17번 팀벌리, 89번 메도우베일-스카이마크, 109번 메도우베일 급행 버스가 평일 러시 아워에 에글린턴을 지난다.
미시소가에서는 또한 기존 차선과 분리되어있는 간선급행버스체계 (BRT)인 미시소가 트랜싯웨이 (Mississauga Transitway)가 에글린턴 애비뉴를 따라 미시소가 동쪽 끝에 이코비코크리크, 스펙트럼, 오비터, 렌포스역에 정차한다. 렌포스역에는 TTC, GO 트랜싯, 마이웨이 버스가 정차하며 나머지 세 개 역에는 마이웨이 버스만 정차한다.

### 철도
알렌 로드에 있는 에글린턴 웨스트역과 영가에 있는 에글린턴역에서 토론토 지하철 1호선 영-유니버시티 열차에 오를 수 있고 케네디 로드에 있는 케네디역에서는 2호선 블루어-댄포스와 3호선 스카버러 열차가 시종착한다. 케네디에서는 또한 GO 트랜싯의 통근 열차인 스토우빌선 열차가 케네디 통근열차역에 정차하며, 벨라미 로드에서는 레이크쇼어 이스트선 열차가 에글린턴 통근열차역에 정차한다.
에글린턴에는 1994년에 온타리오주 신민주당 정부가 에글린턴 서쪽 연선을 따라 에글린턴 웨스트 지하철 노선을 착공했으나 이후 보수 성향의 마이크 해리스 정부가 공사를 중단하였다. 이후 2011년 11월 9일부터 에글린턴 애비뉴를 따라 블랙크리크 드라이브에서 케네디 로드까지 경전철을 짓는 공사가 진행 중이며 2022년 5월 개통을 앞두고 있다.

## 같이 보기
- 5호선 에글린턴